# Rudolf Müller (évêque)
Pour les articles homonymes, voir Rudolf Müller et Müller.
Rudolf Müller, né le 24 juin 1931 à Schmottseiffen en Allemagne et mort le 27 décembre 2012 à Görlitz, est un prélat catholique allemand.

## Biographie
Rudolf Müller est ordonné prêtre en 1955. Il est nommé évêque auxiliaire de Görlitz en 1987 et évêque titulaire de Nasai (de). Il est nommé évêque de Görlitz en 1994. Il est le premier évêque du diocèse, son prédécesseur Mgr Huhn ayant le statut d'administrateur apostolique.